# Kapilavastu

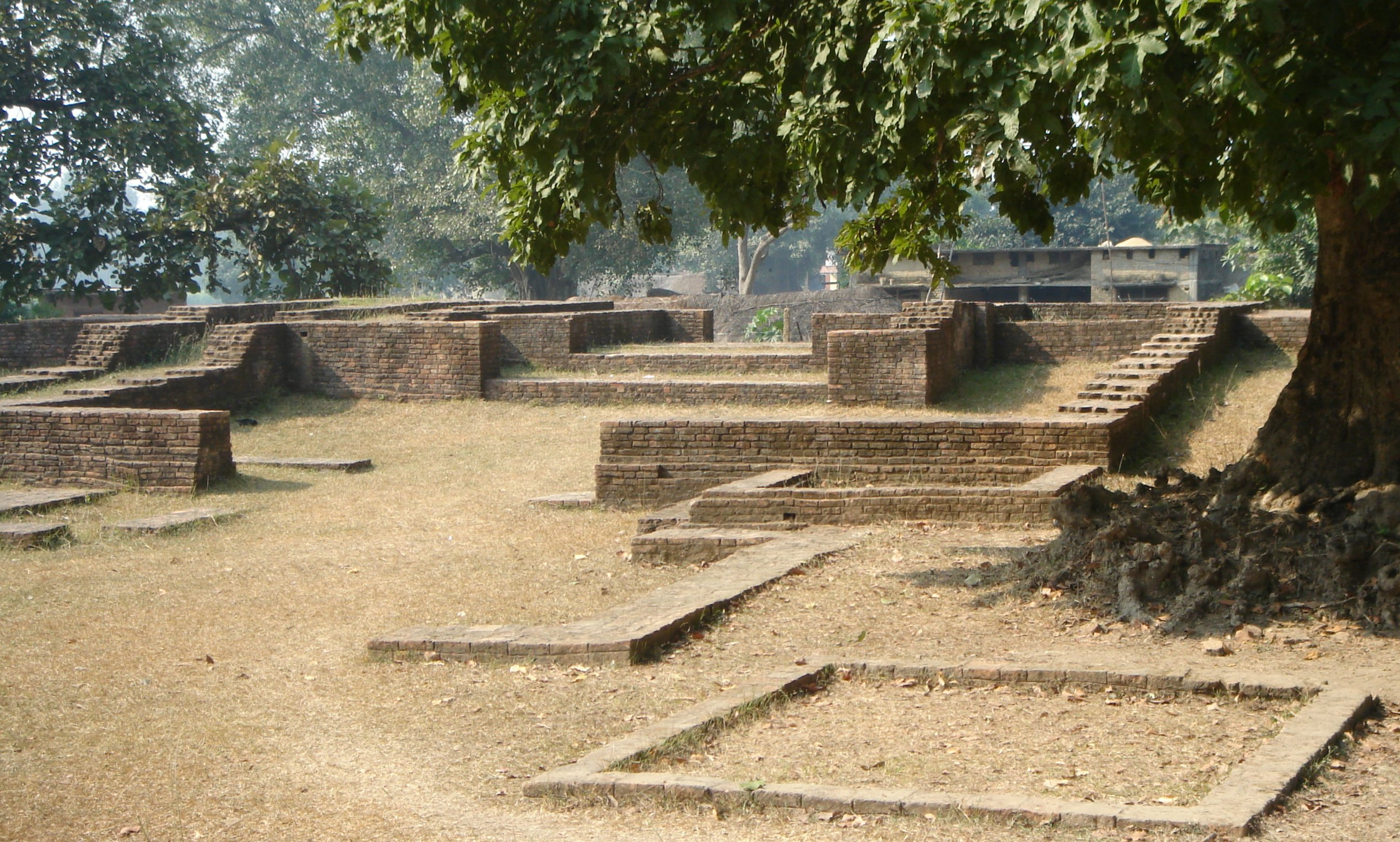
ruiny zachodniej bramy w Kapilavastu

Kapilavastu (nep. कपिलवस्तु नगरपालिका), dawniej Taulihawa (lub Kapilbastu, pali Kapilavatthu, okręg Kapilvastu), około 30.000 mieszkańców – miasto w Nepalu, w okręgu Lumbini (Terai), około 250 km na zachód od Katmandu, blisko granicy z Indiami. Wieś Lumbini, 25 km na wschód od Kapilavastu jest miejscem narodzin Siddharthy Gautamy w VI w.p.n.e. i celem pielgrzymek dla buddystów z całego świata.
Uważa się, iż Budda dorastał tam i mieszkał do 29. roku życia. Siddhartha spędził swą młodość w Kapilavastu jako książę, nieświadomy niedostatków i cierpienia świata poza pałacem. Poślubił Yashodharę i miał z nią syna Rahulę. W następstwie uświadomienia sobie istnienia cierpienia w postaci choroby, starości i śmierci (cztery widoki) opuścił Kapilavastu w poszukiwaniu oświecenia i odpowiedzi na pytania związane z cierpieniem, bólem i nieszczęściem.
Kapilavastu uważane jest przez buddystów za święte miejsce pielgrzymek.